# Exposiciones internacionales reconocidas por el BIE

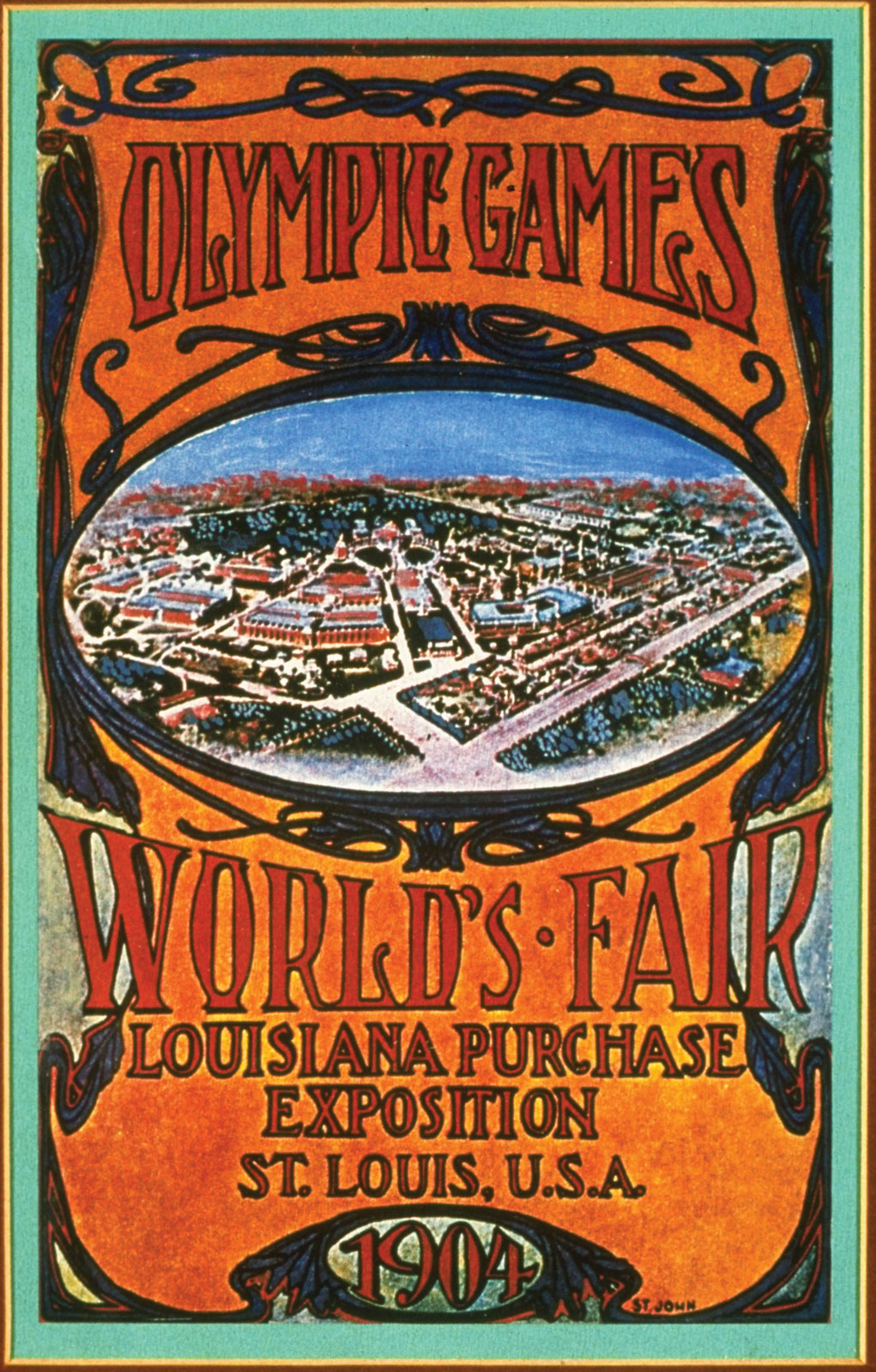
Cartel de la Exposición Universal de San Luis (1904).

Hasta el año 2020, se han organizado 69 exposiciones internacionales: 33 han sido exposiciones universales (entre las cuales son incluidas 7 generales, tres de 1.ª categoría y cuatro de 2.ª categoría) y 35 solo exposiciones especializadas, además de la primera (Gran Exposición) de Londres de 1851.  La última exposición se celebró en octubre de 2020 en Dubái.
Son veinte los países que han organizado las exposiciones del modo siguiente: once exposiciones, en Estados Unidos; nueve exposiciones, en Francia; siete exposiciones, en Bélgica e Italia ; cuatro exposiciones, en España y en Japón; tres exposiciones, en Alemania, Bulgaria y Suecia; dos exposiciones, en Australia, Canadá, Corea del Sur, Israel y Reino Unido; y una única exposición, en Austria, China, Finlandia, Haití, Hungría, Portugal, Kazajistán y Emiratos Árabes Unidos.
Cuarenta y nueve ciudades han organizado una exposición: siete veces, París; cuatro, Bruselas; tres, Plovdiv y Turín; dos, Barcelona, Chicago, Estocolmo, Lieja y Londres; y una única vez, Aichi, Beit Dagon, Berlín, Brisbane, Budapest, Daejeon, Filadelfia, Gante, Génova, Hanóver, Helsingborg, Helsinki, Jerusalén, Knoxville, Lille, Lisboa, Lyon, Melbourne, Milán, Montreal, Múnich, Nápoles, Nueva Orleans, Nueva York, Okinawa, Osaka, Puerto Príncipe, Roma, San Antonio, San Francisco, San Luis, Seattle, Sevilla, Shanghái, Spokane, Tsukuba, Vancouver, Viena, Yeosu, Zaragoza, Astaná y Dubái.
Por continente: Europa organizó 42 exposiciones (en 25 ciudades distintas); Norteamérica, 14 exposiciones (en 13 ciudades); Asia, 10 exposiciones (en 10 ciudades distintas); Australia, 2 exposiciones en dos ciudades; América del Sur y África, no han organizado exposiciones.
En el siguiente listado todas las exposiciones se ordenan por orden cronológico.
El sombreado tiene el siguiente significado:
| Año  | Exposición                                                        | Categoría                | Ciudad          | Estado                 |
| ---- | ----------------------------------------------------------------- | ------------------------ | --------------- | ---------------------- |
| 1851 | Gran Exposición (Londres)                                         | Exposición Universal     | Londres         | Reino Unido            |
| 1855 | Exposición Universal de París (1855)                              | Exposición Universal     | París           | Francia                |
| 1862 | Exposición Universal de Londres (1862)                            | Exposición Universal     | Londres         | Reino Unido            |
| 1867 | Exposición Universal de París (1867)                              | Exposición Universal     | París           | Francia                |
| 1873 | Exposición Universal de Viena (1873)                              | Exposición Universal     | Viena           | Austria                |
| 1876 | Exposición Universal de Filadelfia (1876)                         | Exposición Universal     | Filadelfia      | Estados Unidos         |
| 1878 | Exposición Universal de París (1878)                              | Exposición Universal     | París           | Francia                |
| 1880 | Exposición Universal de Melbourne (1880)                          | Exposición Universal     | Melbourne       | Australia              |
| 1888 | Exposición Universal de Barcelona (1888)                          | Exposición Universal     | Barcelona       | España                 |
| 1889 | Exposición Universal de París (1889)                              | Exposición Universal     | París           | Francia                |
| 1893 | Exposición Mundial Colombina de Chicago (1893)                    | Exposición Universal     | Chicago         | Estados Unidos         |
| 1897 | Exposición Universal de Bruselas (1897)                           | Exposición Universal     | Bruselas        | Bélgica                |
| 1900 | Exposición Universal de París (1900)                              | Exposición Universal     | París           | Francia                |
| 1904 | Exposición Universal de San Luis (1904)                           | Exposición Universal     | San Luis        | Estados Unidos         |
| 1905 | Exposición Universal de Lieja (1905)                              | Exposición Universal     | Lieja           | Bélgica                |
| 1906 | Exposición Universal de Milán (1906)                              | Exposición Universal     | Milán           | Italia                 |
| 1910 | Exposición Universal de Bruselas (1910)                           | Exposición Universal     | Bruselas        | Bélgica                |
| 1911 | Exposición Universal de Turín (1911)                              | Exposición Universal     | Turín           | Italia                 |
| 1913 | Exposición Universal de Gante (1913)                              | Exposición Universal     | Gante           | Bélgica                |
| 1915 | Exposición Universal de San Francisco (1915)                      | Exposición Universal     | San Francisco   | Estados Unidos         |
| 1929 | Exposición Universal de Barcelona (1929)                          | Exposición Universal     | Barcelona       | España                 |
| 1933 | Exposición Universal de Chicago (1933)                            | Exposición Universal     | Chicago         | Estados Unidos         |
| 1935 | Exposición General de primera categoría de Bruselas (1935)        | Exposición Universal     | Bruselas        | Bélgica                |
| 1936 | Exposición Especializada de Estocolmo (1936)                      | Exposición Especializada | Estocolmo       | Suecia                 |
| 1937 | Exposición General de segunda categoría de París (1937)           | Exposición Universal     | París           | Francia                |
| 1938 | Exposición Especializada de Helsinki (1938)                       | Exposición Especializada | Helsinki        | Finlandia              |
| 1939 | Exposición Especializada de Lieja (1939)                          | Exposición Especializada | Lieja           | Bélgica                |
| 1939 | Exposición General de segunda categoría de Nueva York (1939)      | Exposición Universal     | Nueva York      | Estados Unidos         |
| 1947 | Exposición Especializada de París (1947)                          | Exposición Especializada | París           | Francia                |
| 1949 | Exposición Especializada de Estocolmo (1949)                      | Exposición Especializada | Estocolmo       | Suecia                 |
| 1949 | Exposición General de segunda categoría de Puerto Príncipe (1949) | Exposición Universal     | Puerto Príncipe | Haití                  |
| 1949 | Exposición Especializada de Lyon (1949)                           | Exposición Especializada | Lyon            | Francia                |
| 1951 | Exposición Especializada de Lille (1951)                          | Exposición Especializada | Lille           | Francia                |
| 1953 | Exposición Especializada de Jerusalén (1953)                      | Exposición Especializada | Jerusalén       | Israel                 |
| 1953 | Exposición Especializada de Roma (1953)                           | Exposición Especializada | Roma            | Italia                 |
| 1954 | Exposición Especializada de Nápoles (1954)                        | Exposición Especializada | Nápoles         | Italia                 |
| 1955 | Exposición Especializada de Turín (1955)                          | Exposición Especializada | Turín           | Italia                 |
| 1955 | Exposición Especializada de Helsingborg (1955)                    | Exposición Especializada | Helsingborg     | Suecia                 |
| 1956 | Exposición Especializada de Beit Dagon (1956)                     | Exposición Especializada | Beit Dagon      | Israel                 |
| 1957 | Exposición Especializada de Berlín (1957)                         | Exposición Especializada | Berlín          | Alemania               |
| 1958 | Exposición General de primera categoría de Bruselas (1958)        | Exposición Universal     | Bruselas        | Bélgica                |
| 1961 | Exposición Especializada de Turín (1961)                          | Exposición Especializada | Turín           | Italia                 |
| 1962 | Exposición General de segunda categoría de Seattle (1962)         | Exposición Universal     | Seattle         | Estados Unidos         |
| 1965 | Exposición Especializada de Múnich (1965)                         | Exposición Especializada | Múnich          | Alemania               |
| 1967 | Exposición Universal de Montreal (1967)                           | Exposición Universal     | Montreal        | Canadá                 |
| 1968 | Exposición Especializada de San Antonio (1968)                    | Exposición Especializada | San Antonio     | Estados Unidos         |
| 1970 | Exposición General de primera categoría de Osaka (1970)           | Exposición Universal     | Osaka           | Japón                  |
| 1971 | Exposición Especializada de Budapest (1971)                       | Exposición Especializada | Budapest        | Hungría                |
| 1974 | Exposición Especializada de Spokane (1974)                        | Exposición Especializada | Spokane         | Estados Unidos         |
| 1975 | Exposición Especializada de Okinawa (1975)                        | Exposición Especializada | Okinawa         | Japón                  |
| 1981 | Exposición Especializada de Plovdiv (1981)                        | Exposición Especializada | Plovdiv         | Bulgaria               |
| 1982 | Exposición Especializada de Knoxville (1982)                      | Exposición Especializada | Knoxville       | Estados Unidos         |
| 1984 | Exposición Especializada de Nueva Orleans (1984)                  | Exposición Especializada | Nueva Orleans   | Estados Unidos         |
| 1985 | Exposición Especializada de Plovdiv (1985)                        | Exposición Especializada | Plovdiv         | Bulgaria               |
| 1985 | Exposición Especializada de Tsukuba (1985)                        | Exposición Especializada | Tsukuba         | Japón                  |
| 1986 | Exposición Especializada de Vancouver (1986)                      | Exposición Especializada | Vancouver       | Canadá                 |
| 1988 | Exposición Especializada de Brisbane(1988)                        | Exposición Especializada | Brisbane        | Australia              |
| 1991 | Exposición Especializada de Plovdiv(1991)                         | Exposición Especializada | Plovdiv         | Bulgaria               |
| 1992 | Exposición Especializada de Génova (1992)                         | Exposición Especializada | Génova          | Italia                 |
| 1992 | Exposición Universal de Sevilla (1992)                            | Exposición Universal     | Sevilla         | España                 |
| 1993 | Exposición Especializada de Daejeon (1993)                        | Exposición Especializada | Daejeon         | Corea del Sur          |
| 1998 | Exposición Especializada de Lisboa                                | Exposición Especializada | Lisboa          | Portugal               |
| 2000 | Exposición Universal de Hannover de 2000                          | Exposición Universal     | Hanóver         | Alemania               |
| 2005 | Exposición Universal de Aichi de 2005                             | Exposición Universal     | Aichi           | Japón                  |
| 2008 | Exposición Especializada de Zaragoza (2008)                       | Exposición Especializada | Zaragoza        | España                 |
| 2010 | Exposición Universal de Shanghái de 2010                          | Exposición Universal     | Shanghái        | China                  |
| 2012 | Exposición Especializada de Yeosu(2012)                           | Exposición Especializada | Yeosu           | Corea del Sur          |
| 2015 | Exposición Universal de Milán de 2015                             | Exposición Universal     | Milán           | Italia                 |
| 2017 | Exposición Especializada de Astana (2017)                         | Exposición Especializada | Astana          | Kazajistán             |
| 2020 | Exposición Universal de Dubái de 2020                             | Exposición Universal     | Dubái           | Emiratos Árabes Unidos |